# Old Fort Erie
Old Fort Erie (Stará pevnost Erie, také známá jako Fort Erie) je historické místo v Kanadě. Byla první britskou pevností, která byla postavena jako součást sítě budované po sedmileté válce (1756–1763, její část odehrávající se na severoamerickém bojišti je známá i jako Francouzsko-indiánská válka). Ta byla ukončena tzv. Pařížskou smlouvou (1763), kdy Francie postoupila svá území na východ od řeky Mississippi (celá Nová Francie) Velké Británii.
Pevnost se nachází na jižním okraji nynějšího města Fort Erie v provincii Ontario; přímo přes řeku Niagara je město Buffalo ve státě New York ve Spojených státech amerických.
O pevnost a ontarijské pobřeží řeky Niagara (včetně Niagarských vodopádů) pečuje Komise pro Niagarské parky (Niagara Parks Commission), agentura provinční vlády Ontaria, založená již v roce 1885.

## Historie

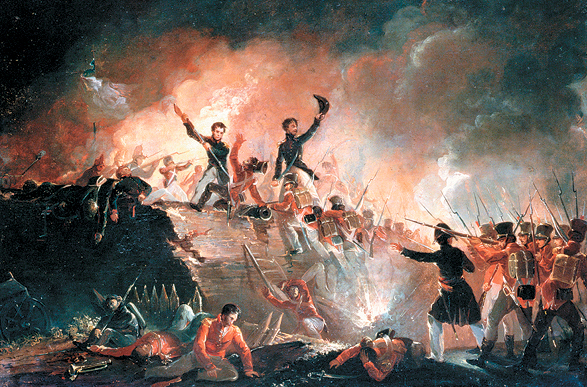
Britové útočící na severovýchodní baštu Fort Erie během neúspěšného nočního útoku 14. srpna 1814 (obraz od E. C. Watmougha, kolem 1840)

Britové získali kontrolu nad svým novým územím obsazením francouzských pevností a vybudováním komunikační linky podél řeky Niagara a Horních Velkých jezer. Původní pevnost, postavená v roce 1764, se nacházela na okraji řeky Niagara pod současnou pevností. Sloužila jako zásobovací sklad a přístav pro lodě přepravující zboží, vojáky i cestující přes Erijské jezero do Horních Velkých jezer. V roce 1795 se skládala z několika dřevěných srubů obehnaných dřevěnou palisádou (proti původnímu plánu chyběla především zbrojnice, důstojnické ubikace, sklady a strážnice). Uvnitř pevnosti byly uskladněny zásoby a hned venku bylo velké dřevěné skladiště (původně mělo také stát uvnitř pevnosti) a ubikace pro dělníky. Pevnost byla poškozena zimními bouřemi a v roce 1803 byly vytvořeny plány na novou pevnost na výše položeném místě za původní stavbou. Byla větší a z kamene (byla postavena z onondagského pazourku, který byl v oblasti snadno dostupný), ale na začátku války v roce 1812 nebyla zcela dokončena.

### Válka 1812–1814
Během britsko-americké války v letech 1812 až 1814 byla Fort Erie místem nejkrvavějších bitev. Spojené státy vyhlásily válku britskému impériu 18. června 1812. Část posádky Fort Erie bojovala proti americkému útoku v bitvě u nedalekého Frenchman's Creeku v listopadu 1812; útok měl připravit půdu pro větší americkou invazi a Američanům se sice podařilo překročit Niagaru, ale invaze byla následně odvolána.
V roce 1813 byla Fort Erie po určitou dobu držena americkými silami a poté byla 9. června 1813 opuštěna. Po americkém stažení z oblasti v prosinci 1813 následovala britská reokupace a Britové se pokusili pevnost přestavět. 3. července 1814 další americké jednotky přistály poblíž Fort Erie a znovu pevnost dobyly. Americká armáda se po bitvách u Chippawy a Lundy's Lane do pevnosti stáhla, používala ji jako zásobovací základnu a rozšířila ji. Po dlouhou dobu ji Britové obléhali a v časných hodinách 15. srpna 1814 zahájili Britové proti opevnění útok; dobře připravená americká obrana a výbuch v severovýchodní baště ale jejich šance na úspěch zničily a Britové ztratili více než 1000 svých mužů.
Při americkém výpadu 17. září 1814 byly zkikvidovány dvě britské baterie; krátce poté Britové zrušili obležení a stáhli se do pozic na severu u Chippawy. S blížící se zimou ale i Američané 5. listopadu 1814 pevnost zničili a ustoupili do Buffala.

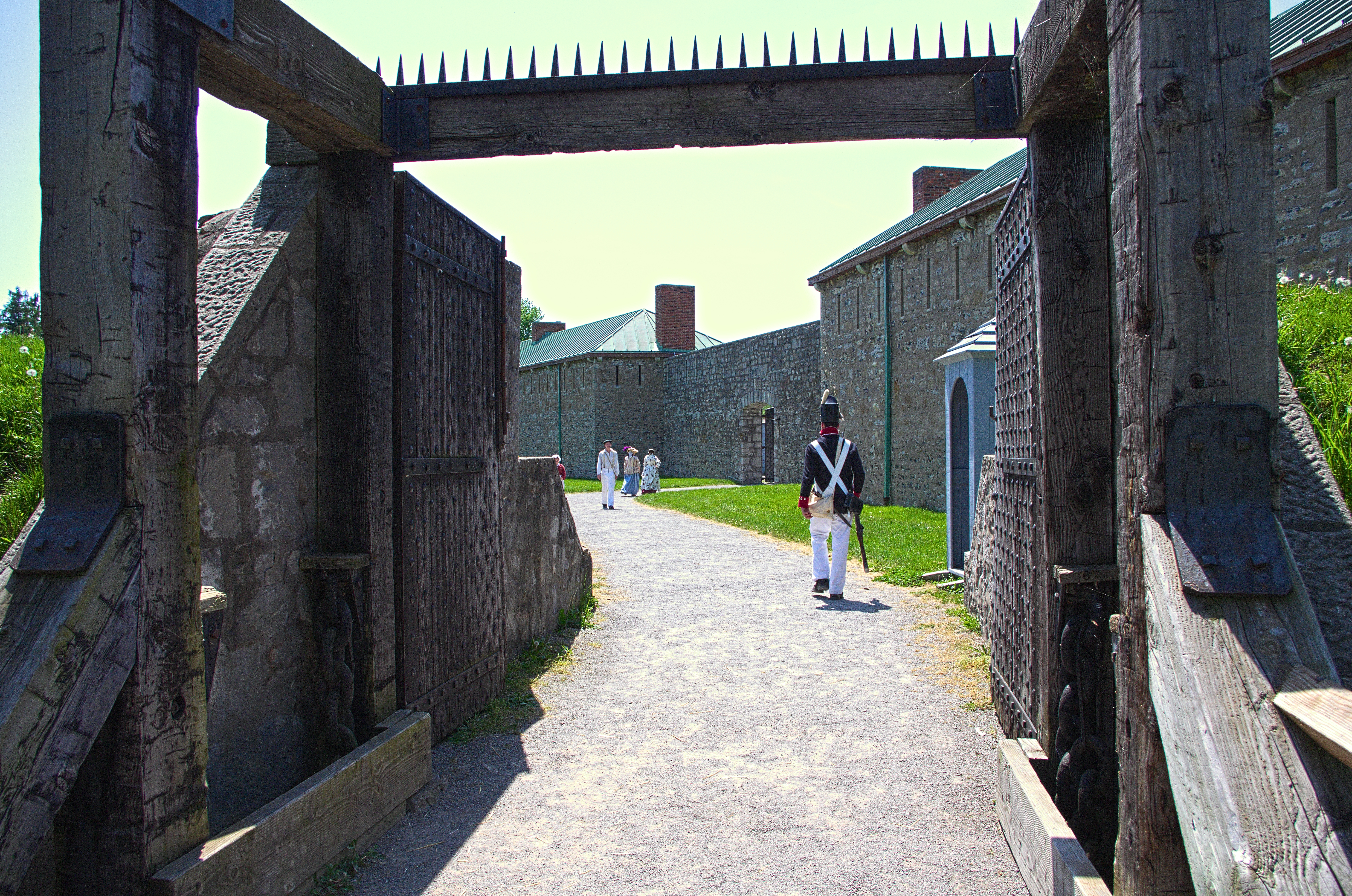
Vchod do pevnosti (u něj stráž oblečená jako americký voják)

### Polovina 19. století (1814–1866)
Válku ukončila Gentská smlouva, která byla podepsána 24. prosince 1814 a stanovila obnovení hranic mezi britskou Kanadou a Spojenými státy podle předválečného stavu. Britové ale z obavy z dalších amerických útoků pokračovali v okupaci zničené pevnosti až do roku 1823. Některé kameny z pevnosti byly v roce 1824 použity pro stavbu anglikánského kostela sv. Pavla (byl později po požáru a výbuchu v roce 1892 přestavěn). Když byla do této oblasti postavena železnice, začalo se rozvíjet severně od bývalé pevnosti město Fort Erie.

### Nájezdy Feniánů (1866)
Irsko-američtí veteráni z americké občanské války, tzv. Feniáni, požadující pro Irsko nezávislost na Británii, podnikli na tuto oblast Horní Kanady několik nájezdů. Při jednom z nich 1. června 1866 zaútočilo na Fort Erie po překročení Niagary asi 1000 až 1500 mužů, obsadili město a požadovali jídlo a koně výměnou za fenianské dluhopisy, které však obyvatelé města nepřijali. Feniáni přeřízli telegrafní dráty a zničili železniční koleje; poté pochodovali do Chippewy a další den do Ridgeway, kde svedli sérii potyček s kanadskými milicemi. Pak se Feniáni vrátili do Fort Erie, ale když se jim nepodařilo získat posily z druhé strany řeky, kterou hlídali Američané, rozhodl se jejich velitel z obav před převahou Britů a blížícími se milicemi ustoupit do USA. Někteří jeho vojáci dezertovali a přibližně 850 z nich se vzdalo silám amerického námořnictva. To byl poslední významnější nájezd Feniánů na Horní Kanadu.

### Novodobá historie (1866–současnost)
Z opuštěné pevnosti se dochovaly staré části kasáren, hradeb a mlýna. V roce 1901 získala tyto zbytky Komise pro Niagarské parky. Přestavba pevnosti byla zahájena v roce 1937; rekonstrukce do podoby z období 1812–1814 byla sponzorována provinčními a federálními vládami a měla za cíl mj. představit způsob, jak investovat do dlouhodobého projektu a zároveň zajistit zaměstnání během hospodářské krize. Pevnost byla oficiálně znovu otevřena 1. července 1939. Během obnovy byl odkryt hromadný hrob 150 britských a 3 amerických vojáků.
Pevnost je provozována jako živé muzeum, které spravuje Komise pro Niagarské parky. Každý rok, během druhého srpnového víkendu, se stovky nadšenců scházejí, aby znovu ztvárnili obléhání Fort Erie.